# Derris hylobia
Derris hylobia är en ärtväxtart som först beskrevs av Hermann August Theodor Harms, och fick sitt nu gällande namn av James Francis Macbride. Derris hylobia ingår i släktet Derris och familjen ärtväxter. Inga underarter finns listade i Catalogue of Life.